# مجری

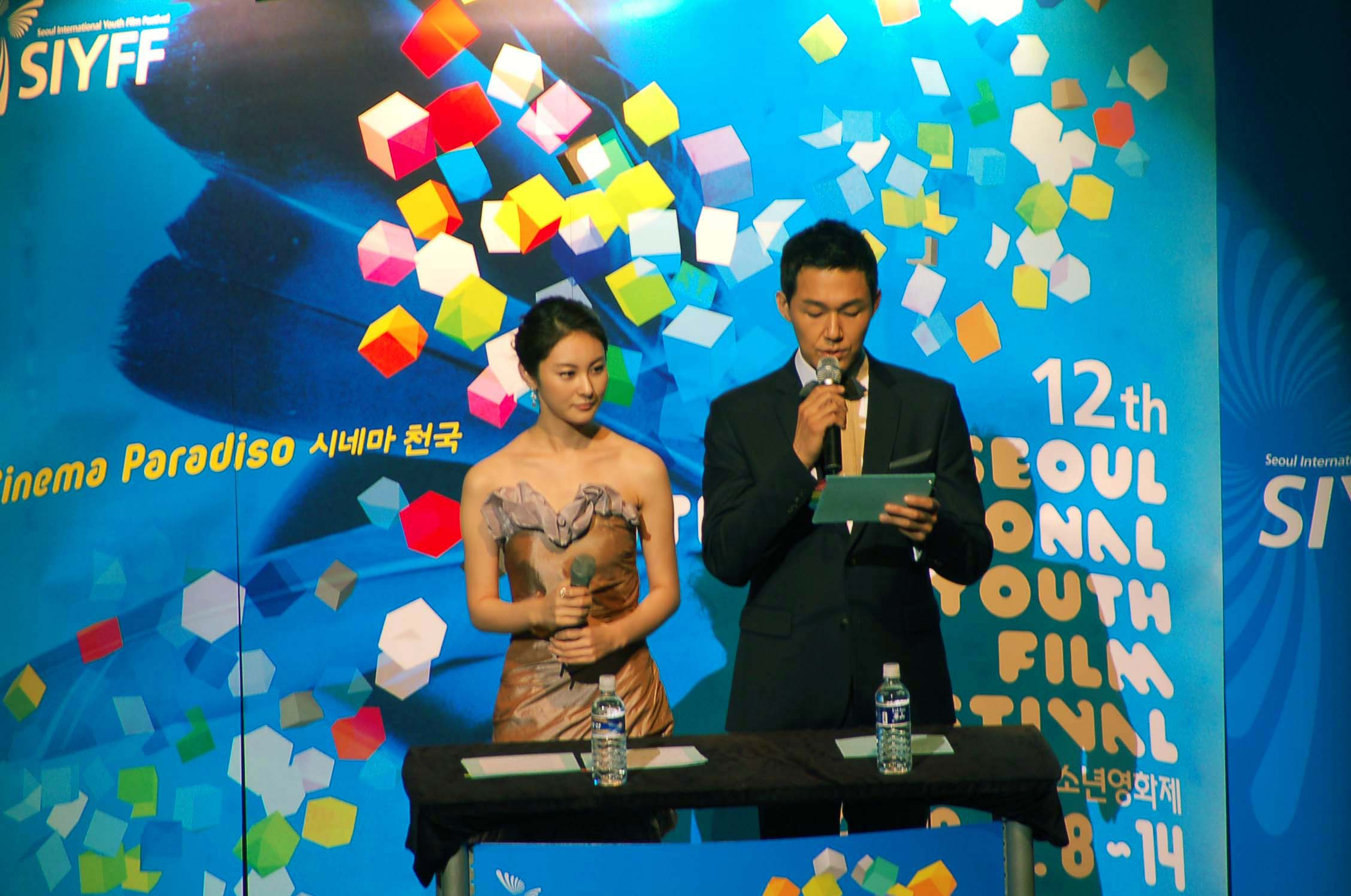
مجری دوازدهمین جشنواره بین‌المللی فیلم جوانان سئول

مجری به شخص، فرد یا نهادی گفته می‌شود که به معرفی اهداف و فعالیت‌های انجام‌شده در یک برنامه می‌پردازد. به‌ویژه در دنیای رسانه، مجری در رادیو و تلویزیون مسئولیت ارائهٔ برنامه‌ها را بر عهده دارد. اگر موضوع برنامه مسائل روز جهان باشد، مجری آن برنامه روزنامه‌نگار است.
ارتباط مؤثر با مخاطب از ویژگی‌های الزامی برای یک مجری است. او باید بداند با توجه به طیف مخاطبان و هدف برنامه، از چه شیوه‌ای برای برقراری این ارتباط استفاده کند.

## متن مجری
متن مجری، شامل عبارات و جملاتی است که مجری در فواصل برنامه‌ها اجرا می‌کند و شمایی کلی از برنامه را دربرمی‌گیرد. این متن منقطع است تا بتواند در فواصل کوتاه بین برنامه‌ها خوانده و اجرا شود اما در کل موضوعی پیوسته را دنبال می‌کند و مکمل متن‌های قبلی و بعدی خود است.

## مجری صحنه (مجری مراسم)
مجری یک مراسم که در اصطلاح انگلیسی به آن Master of Ceremony یا MC می‌گویند وظیفهٔ هدایت مراسم، تنظیم برنامه‌ها و گاهی نیز وظیفه گفتگو با میهمان مراسم را برعهده دارد.
نگه‌داشتن مخاطبان در یک محیط محدود مانند سالن همایش، با برنامه‌های مداوم و پشت‌سرهم می‌تواند موجب خستگی آنان و در نتیجه عدم پیگیری برنامه‌ها گردد اما مجری با توجه به این موارد می‌تواند از این حالت جلوگیری نماید.

## مجری تلویزیون
بیش‌تر برنامه‌های تلویزیون بر مبنای فعالیت مجری اداره می‌شود. در این برنامه‌ها مجری می‌تواند در نقش معرفی‌کنندهٔ برنامه‌ها، [میزبان، گزارشگر، مفسر یا … ظاهر شود.
مجری تلویزیونی فردی است که در برنامه‌های تلویزیونی به خصوص برنامه‌های گفتگو محور شرکت کرده و نقش اداره‌کننده بحث‌ها و گفتگوها را بر عهده می‌گیرد. برخی مجری تلویزیونی را صرفاً یک گوینده تلویزیونی غیرمسئول می‌دانند که تنها متنی را از حفظ یا از روی کاغذ می‌خواند، اما کارشناسان تلویزیونی گویندگی را فقط یکی از مسوولیت‌های مهم و تخصصی متعدد این عنصر رسانه‌ای می‌دانند و معتقدند که باید بین این دو شخصیت یعنی مجری و گوینده تفاوت قائل شد.
مجری تلویزیونی از راه‌های گوناگونی فعالیت خود را انجام می‌دهد. معمولاً به صورت مستقیم برای ارتباط با مخاطب به دوربین نگاه می‌کند و دربارهٔ برنامه یا موضوع آن به ارائه توضیحاتی می‌پردازد. گاهی نیز به دوربین نگاه نمی‌کند که در این حالت اغلب متنی را که به موضوع برنامه مربوط می‌شود و از قبل توسط نویسندهٔ برنامه برای او آماده شده است را می‌خواند یا به صورت فی‌البداهه به ایراد سخنان مرتبط می‌پردازد.
گاهی نیز بدون نگاه کردن به دوربین، با افرادی که در استودیو و خارج از قاب تصویر قرار دارند صحبت می‌کند.
از دیگر موارد پرکاربرد در برنامه‌های تلویزیونی، ارتباط مجری با میهمان برنامه است. در این حالت مجری به دوربین نگاه نمی‌کند، بلکه پیرامون یک موضوع خاص با میهمان برنامه به گفتگو می‌پردازد.
صداقت با مخاطب نیز از عواملی است که می‌تواند نقش مؤثری در اعتماد مخاطبان به برنامه و مجری ایفا نماید.

## مجری رادیو
مجری رادیویی نیز نقشی مشابه یک مجری تلویزیونی بر عهده دارد، با این تفاوت که در یک برنامه رادیویی نقش مجری بسیار پررنگ‌تر است. هم‌چنین در رادیو حرکات جسمانی مجری دیده نمی‌شود و او باید تنها از طریق تغییر حالات صدای خود به انتقال حس بپردازد.

## مجری ورزشی
مجری ورزشی به شخصی گفته می‌شود که به بیان ویژگی‌ها و مراحل یک رخداد ورزشی می‌پردازد که این کار اغلب به صورت زنده صورت می‌گیرد.

## گوینده اخبار
گوینده اخبار یا مجری خبری کسی است که اخبار را در برنامهٔ خبری در تلویزیون، رادیو یا اینترنت به شنوندگان یا بینندگان ارائه می‌دهد. آن‌ها همچنین ممکن است بعنوانِ یک روزنامه‌نگار مشغول به کار باشند و با کمکِ مجموعه‌ای از عناصرِ خبری به شرح و تفسیر خبر در طولِ برنامه تلویزیونی بپردازند.